# Aristocypha
Aristocypha is een geslacht van libellen (Odonata) uit de familie van de Chlorocyphidae (Juweeljuffers).

## Soorten
Aristocypha omvat 7 soorten:
- Aristocypha aino Hämäläinen et al, 2009
- Aristocypha baibarana (Matsumura, 1931)
- Aristocypha chaoi (Wilson, 2004)
- Aristocypha cuneata (Selys, 1853)
- Aristocypha fenestrella (Rambur, 1842)
- Aristocypha quadrimaculata (Selys, 1853)
- Aristocypha spuria (Selys, 1879)